# Sky Sports
Sky Sports és el nom comercial d'un grup de canals de televisió operats per British Sky Broadcasting, orientats a la retransmissió dels principals esports al Regne Unit i Irlanda.
Sky Sports és el canal d'esports més important del Regne Unit, conegut per la seva extensa emissió de futbol. Fou fundat el 25 de març de 1990.
El primer canal, Sky Sports (ara Sky Sports 1) va començar a emetre l'any 1990 conegut com El canal dels esports.

## Canales de Sky Sports
- Sky Sports News HQ
- Sky Sports 1
- Sky Sports 2
- Sky Sports 3
- Sky Sports 4
- Sky Sports 5
- Sky Sports F1

## Programació de Sky Sports
Sky Sports és exclusiu del Regne Unit i Irlanda, i transmet les següents competicions:
- FA Premier League
- Boxa
- Críquet
- Rugbi
- WWE

## Cobertura Esportiva

### Futbol
- Sky Bet Football Championship (3 partits per jornada) (Disponible en HD).  Anglaterra
- Lliga BBVA Espanya
- Copa del Rei Espanya
- Copa d'Escòcia  Escòcia
- UEFA Champions League (tots els partits)
- Copa Libertadores d'Amèrica (Compartit amb BT Sport) (34 Partits per Any)
- Copa Petrobras

### Tennis
- Wimbledon  Anglaterra
- Copa Davis

### Básquetbol
- Lliga Britanica de Básquetbol  Regne Unit
- NBA Estats Units

### Rugbi
- Aviva Premiership  Anglaterra
- Sis Nacions

### Lluita Lliure Professional
- WWE (Raw, SmackDown i ECW) Estats Units

### Esport Motor
- BTCC
- Fórmula 1

## Sky Sports Mèxic
Sky Sports Mèxic és el nom comercial d'un grup de canals de televisió que dona cobertura a Mèxic i Amèrica Central. Actualment els propietaris són Televisa, TV Asteca i DirecTV.

## Canals de Sky Sports
- Sky Sports 1
- Sky Sports 2
- Sky Sports 3

### Futbol
- Barclays Premier League Anglaterra
- Lliga BBVA Espanya
- Premier League d'Escòcia  Escòcia
- Scottish Cup  Escòcia
- Football League Championship Anglaterra
- UEFA Champions League (Disponible en HD).
- Classificació per l'Eurocopa
- Copa Coca-cola (4 partits per jornada) (Disponible en HD).
- Copa Tigo-Visió Banc (4 o 5 partits per jornada) (Disponible en HD).
- Sud-americà Sub-20 Uruguai 2015 (Disponible en HD).